# 早咲きの花
『早咲きの花』（はやざきのはな）は、2006年（平成18年）から2007年（平成19年）上映の日本映画。

## 概要
2006年（平成18年）の豊橋市制施行100周年を記念して、豊橋市を舞台に昭和時代の太平洋戦争を描いた映画である。原作は、宗田理で小説『早咲きの花 子どもたちの戦友』、『ええじゃないか 17歳のチャレンジ』、『雲の涯 中学生の太平洋戦争』がベースとなっている。

## 映画館
- 豊橋市や名古屋市など、愛知県全県で上映。
- 岐阜県では、ユナイテッド・シネマ真正16で上映。
- 東京都では、ル テアトル銀座（2006年12月26日 - 2007年1月8日）と立川シネマシティ（2007年1月20日 - 26日）で上映。

## 著名人の鑑賞
2006年（平成18年）10月26日木曜日、第19回東京国際映画祭の「早咲きの花」の公式上映に、安倍晋三内閣総理大臣が鑑賞し、翌日の新聞各紙の「首相の1日」に載った。